# Кратил
Кратил (грец. Κρατύλος; друга половина V століття до н. е. — початок IV століття до н. е.) — давньогрецький філософ-досократик, послідовник Геракліта (гераклітовець), афінянин. Був учнем софіста Протагора.
За свідченням Аристотеля Кратил стверджував, що в одну й туж річку не можна ввійти навіть один раз.

## Виноски
1. ↑  Aristotle, Metaphysics, 4.5 1010a10-15